# البنك الأهلي السوداني
البنك الأهلي السوداني هو بنك خاص يقع في مدينة الخرطوم التي تمثل عاصمة جمهورية السودان. تأسس البنك في العام 1981م.

## نبذة تاريخية والنشأة
في يوم الأحد[ ؟ ] الموافق الثالث من مايو للعام 1981م كان مولد ونشأة البنك الأهلى السودانى كبنك تجارى ليقف شامخاً بجانب البنوك التجارية العاملة بالسودان، فقد ظل بنك الأهلى السودانى منذ إنشاءه عام 1981م وحتى عام 2006م يتبع رأس مالة إلى بعض المساهمين السودانين.
في يوم الأثنين الموافق: الرابع من يوليو 2006م قام بنك عودة اللبنانى بشراء 75% من قيمة الأسهم للبنك الأهلى ووقع البنك الاهلى السودانى وبنك عودة اللبنانى بقاعة الصداقة على عقد شراكة يدخل بموجبها بنك عودة كشريك استراتيجى في البنك الاهلى السودانى بنسبة (75%) من اسهم البنك ليرتفع رأسمال البنك الاهلى إلى (72) مليون دولار، حيث وقع عن البنك الاهلى السودانى السيد: إبراهيم مالك رئيس مجلس إدارة البنك وعن بنك عوده السيد: ريمون عودة رئيس مجلس إدارة مجموعة بنك عودة في فبراير 2017 تم بيع حصة بنك عوده إلى مجموعة رجال أعمال إماراتية.

## النظام المصرفي
وبعد توقيع اتفاقية السلام[ ؟ ] الشامل بين الحكومة والحركة الشعبية لتحرير السودان نمهيا 25 عاما من الحرب الاهلية في الجنوب السوداني تم إصدار قانون بنك السودان المركزي (تعديل) لسنة 2006 حيث حدد طبيعة النظام المصرفي والبنك وفروعه بحيث يتكون البنك والنظام المصرفي السوداني من نظام[ ؟ ] مصرفي إسلامي .
و يعتبر النظام المصرفى للبنك الأهلى السودانى من العام 2006م وحتى الآن من أقوى الأنظمة المصرفية العاملة في السودان حيث يبلغ رأسمال البنك المدفوع حوالى 3.500,000,000 جنية سودانى، وذلك الحين أصبح البنك الأهلى السودانى بنك تجاري واستثمارى يعمل في القطاع المصرفى السودانى حسب الأنظمة المصرفية المتبعه بالسودان.

## الهيكل الإداري
مجلس الإدارة:
- السيد: هشام مفيد حمود  - رئيس مجلس الإدارة للبنك الأهلى السودانى
- السيد: احمد بشير النفيدى- عضواً
- السيد: نادر حسن ابراهيم مالك - عضواً
- السيد:  طارق سعد الدين ناصر الدين - عضواً
- السيد: محمد عبد الله الدوسري  - عضواً
- السيد:فيصل عباس محمد  - عضواً
- السيد: أسماء سعيد محمد حسين - سكرتير مجلس الإدارة

الإدارة العامة:
- السيد: محمد احمد عبد الماجد على- المدير العام.
- السيد: محمد أحمد محمد الحاج - مساعد المدير العام.

## الفروع
| اسم الفرع | مدير الفرع                  | عنوان الفرع                                                                                      |
| --------- | --------------------------- | ------------------------------------------------------------------------------------------------ |
| الخرطوم   | السيدة: عبير حسن محمد حامد  | عمارة البنك الأهلى السودانى، شارع القصر، الخرطوم. تلفون: 778154(183)249+، فاكس: 779497(183)249+. |
| بورتسودان | السيد: هشام محمد عبد الرحيم | عقار رقم (2)، سوق بورتسودان، جوار حدائق البلدية، تلفون: 822814(311)249+، فاكس: 839970(311)249+.  |

## العنوان
```
البنك الأهلى السودانى الفرع الرئيسى
عمارة البنك الأهلى؛
شارع القصر - الخرطوم - السودان
ص.ب.: 1183
تلفونات رقم:+249 6100
فاكس رقم: 779545 183 249+ أو 784052 183 249+
تلكس رقم: NBS SD 2205 - NBS SD 22751.
```

إدارة دعم الفروع
بالبنك الأهلى السودانى
1) تلفون وحدة العمليات المركزية—762132 183 249 +
2)تلفون الدعم للصرافات الآلية والبطاقات المصرفية 762135 183 249+
3) فاكس إدارة الفروع 762134 183 249+

## الموقع الرسمى
- موقع البنك الأهلى السودانى
- NBS Group مجموعة البنك الأهلى على الفيس بوك البنك الأهلي السوداني  على فيسبوك.

## أيضاً
- بنك السودان
- بنوك سودانية